# Phronia indica
Phronia indica är en tvåvingeart som beskrevs av Caspers 1991. Phronia indica ingår i släktet Phronia och familjen svampmyggor.
Artens utbredningsområde är Turkiet. Inga underarter finns listade i Catalogue of Life.